# Џиновска шкољка
Џиновска шкољка (лат. Tridacna gigas) која се још назива и медвеђа шапа и џиновска капица је шкољка која је добила назив по својим импресивним димензијама; може бити шира од 1,2 метра и тешка до 254 kg.

## Станиште
Насељава плитке воде, односно коралне гребене Индо-Пацифика.

## Занимљивости
Ободи љуштуре су тако наборани да се при затварању капци савршено уклапају један у други. Постоје приче да су ове шкољке одговорне за смрт непажљивих пливача јер су им „заробиле“ ногу приликом затварања своје љуштуре, али то је мало вероватно јер оне своје капке затварају преспоро. Ове приче нису документоване, па тако ни доказане.
Ова шкољка ствара бисере и највећи бисер који је пронађен је направила управо ова врста. Његова тежина износи 6,37 kg.